# Akira (videogioco)
Akira è un videogioco d'avventura sviluppato e pubblicato da Taito nel 1988 per Nintendo Entertainment System. È basato sul film d'animazione Akira di Katsuhiro Ōtomo, autore del manga Akira.

## Trama
Il protagonista è Shōtarō Kaneda. La trama del videogioco ricalca gli eventi del film.

## Modalità di gioco
Il videogioco è una visual novel, simile a Snatcher.

## Critica
La rivista Famitsū ha valutato il gioco con un punteggio di 17/40. Kotaku definisce il gioco "terribile".

## Remake e altri titoli
Nel dicembre 1993 sono stati annunciati due remake di Akira sviluppati da THQ per Super Nintendo Entertainment System, Sega Mega Drive e Game Boy, mai pubblicati. Nel 1994 International Computer Entertainment ha sviluppato un videogioco d'azione, con protagonisti Kaneda e Tetsuo, per Amiga.
Nel 2002 la Bandai ha pubblicato un simulatore di flipper dal titolo Akira Psycho Ball.